# Camentoserica livida
Camentoserica livida är en skalbaggsart som beskrevs av Karl Henrik Boheman 1860. Camentoserica livida ingår i släktet Camentoserica och familjen Melolonthidae. Inga underarter finns listade.